# Fatehabad (Distrikt)
Der Distrikt Fatehabad (Hindi फतेहाबाद जिला Panjabi ਫ਼ਤੇਹਾਬਾਦ ਜ਼ਿਲਾ), auch Fatehbad, ist ein Distrikt im nordwestindischen Bundesstaat Haryana. Der Distrikt befindet sich in der Division Hisar – etwa 190 km nordwestlich von Delhi. Sitz der Distriktverwaltung ist die Stadt Fatehabad.

## Geographie und Klima
Der Distrikt liegt in der weiteren Ganges-Tiefebene. Die angrenzenden Distrikte sind Sirsa im Westen, Jind im Osten und Hisar im Süden. Im Norden grenzen die Distrikte Mansa und Sangrur von Punjab an, und im Süden in einem kurzen Abschnitt der Distrikt Hanumangarh von Rajasthan. Die Distriktfläche beläuft sich auf 2538 km².
Im Distrikt gibt es keine größeren ganzjährigen Fließgewässer. Größter Fluss ist der nur während der Monsunzeit Wasser führende Ghaggar. Von großer Bedeutung für die Landwirtschaft ist das Netzwerk der Bewässerungskanäle des Agra-Kanals. Durch die intensive landwirtschaftliche Nutzung ist der Distrikt weitgehend entwaldet. Waldflächen machen weniger als 2 Prozent der Distriktfläche aus.
Das Klima in Fetehabad ist sehr kontinental mit großen Temperaturunterschieden zwischen Sommer (maximal bis 47° C im Juni) und Winter (minimal bis 2 °C im Dezember und Januar). Der Jahresniederschlag liegt bei etwa 400 mm und fällt zu etwa 70 Prozent während der Zeit des Südwestmonsuns zwischen Juli und September. In der restlichen Jahreszeit herrscht relative Trockenheit.

## Geschichte
Der Distrikt trägt seinen Namen nach der Distrikthauptstadt Fatehabad. Diese wurde von dem Sultan von Delhi Firuz Schah Tughluq im 14. Jahrhundert gegründet und nach seinem Sohn Fateh Khan benannt.
Das Gebiet Fatehabads kam während des zweiten Marathenkriegs mit dem Vertrag von Surji Anjangaon 1803 unter die Kontrolle der Britischen Ostindien-Kompanie und später administrativ in die North-Western Provinces eingegliedert. Nach der Unabhängigkeit Indiens 1947 kam es zunächst zum Bundesstaat Punjab und 1966 zum neu gegründeten Bundesstaat Haryana. Am 15. Juli 1997 wurde aus Teilen des Distrikts Hisar der Distrikt Fatehabad gebildet.

## Bevölkerung
Beim Zensus 2011 betrug die Einwohnerzahl 942.011. 10 Jahre zuvor waren es noch 806.158. Dies entsprach einem Wachstum von 16,8 %. Das Geschlechterverhältnis lag bei 902 Frauen auf 1000 Männer und wies damit einen sehr ausgeprägten Männerüberschuss auf. Die Alphabetisierungsrate lag bei 67,92 % (76,14 % bei Männern, 58,87 % bei Frauen).
82,72 % der Bevölkerung waren Hindus und 16,03 % Sikhs.

## Verwaltungsgliederung
Der Distrikt Fatehabad war 2011 in 3 Tehsils gegliedert:
- Fatehabad
- Ratia
- Tohana

Es gibt 3 Sub-Divisionen (Fatehabad, Ratia und Tohana).
Städte vom Status eines Municipal Councils sind:
- Fatehabad
- Tohana

Städte vom Typ eines Municipal Committees sind:
- Bhuna
- Ratia